# Von Kleist
von Kleist är en pommersk adlig ätt.
Ätten är dokumentariskt känd sedan 1175 och omfattade i början av 1900-talet tre grevliga, en friherrlig och många adliga linjer.

## Medlemmar i urval
- Ewald Georg von Kleist (1700–1748), tysk jurist och fysiker
- Ewald Christian von Kleist (1715–1759), tysk skald och officer
- Heinrich von Kleist (1777–1811), tysk författare
- Friedrich von Kleist (1766–1823), tysk officer
- Ewald von Kleist (1881–1954), tysk officer
- Ewald von Kleist-Schmenzin (1890–1945), tysk politiker (DNVP)
- Ewald-Heinrich von Kleist (1922–2013), tysk förläggare